# Крочемарођа (Перуђа)
Крочемарођа је насеље у Италији у округу Перуђа, региону Умбрија.
Према процени из 2011. у насељу је живело 277 становника. Насеље се налази на надморској висини од 351 м.